# Oskar Lundgren
Karl Oskar Lundgren (i riksdagen kallad Lundgren i Wendelsberg), född 1 januari 1862 i Råda församling, död 25 januari 1937 i Lerum, var en svensk rektor och politiker (liberal). Gift med Anna Rydholm, fosterdotter till prosten och riksdagsmannen Ludvig Johansson.
Oskar Lundgren, som var son till en fanjunkare, studerade vid Gymnastiska centralinstitutet, Karolinska institutet och Lunds universitet innan han blev lärare vid Billströmska folkhögskolan 1887–1893 och Grebbestads folkhögskola 1893–1895. Han var därefter rektor vid Billströmska folkhögskolan 1895–1908 och vid Wendelsbergs folkhögskola 1908–1922. Under tiden i Wendelsberg var han också ordförande i Råda kommunalnämnd.
Han var riksdagsledamot i andra kammaren 1912–1914 samt 1917 för Göteborgs och Bohus läns södra valkrets och tillhörde i riksdagen Liberala samlingspartiet. I riksdagen var han bland annat ordförande i andra kammarens första tillfälliga utskott 1912–1914. Som riksdagsledamot engagerade han sig främst i utbildningsfrågor, men han lämnade bland annat också in en motion 1913 om järnvägspassagerares skydd mot "den mest brutala och godtyckliga behandling från rusiga medresande".